# U-Bahnhof Turro
Der Bahnhof Turro ist ein unterirdischer Bahnhof der U-Bahn Mailand. Er wurde nach dem gleichnamigen Ortsteil benannt.

## Geschichte
Ende der 1950er Jahre wurde mit dem Bau des ersten Streckenabschnittes der U-Bahn Mailand begonnen, die von Marelli nach Lotto führen sollte. Dazu gehörte unter anderem der Bahnhof Turro.
Die Strecke wurde am 1. November 1964 eröffnet.

## Lage
Deu U-Bahnhof Turro befindet sich auf der Linie 1 und ist 579 m vom U-Bahnhof Rovereto und 648 m vom U-Bahnhof Gorla entfernt.
Wie jeder Bahnhof der Linie 1 hat der Bahnhof Turro zwei Gleise mit Seitenbahnsteigen. Über dem Gleisniveau befindet sich ein Zwischengeschoss mit überwachter Zutrittskontrolle. Die architektonische Ausstattung wurde wie bei allen Bahnhöfen der Linien M1 und M2 von den Architekten Franco Albini und Franca Helg und vom Grafiker Bob Noorda gestaltet.
| Linie | Verlauf |
| ----- | --- |
|       | Sesto 1º Maggio FS – Sesto Rondò – Sesto Marelli – Villa San Giovanni – Precotto – Gorla – Turro – Rovereto – Pasteur – Loreto – Lima – Porta Venezia – Palestro – San Babila – Duomo – Cordusio – Cairoli – Cadorna FN – Conciliazione – Pagano – Buonarroti – Amendola – Lotto – QT8 – Lampugnano – Uruguay – Bonola – San Leonardo – Molino Dorino – Pero – Rho Fiera – Wagner – De Angeli – Gambara – Bande Nere – Primaticcio – Inganni – Bisceglie |